# تپه گورستان بهرام‌آباد
تپه قبرستان بهرام‌آباد مربوط به سده‌های اولیه و میانه دوران‌های تاریخی پس از اسلام است و در شهرستان همدان، بخش مرکزی، دهستان هگمتانه، روستای بهرام آباد، ۲۰۰ متری ضلع جنوبی روستا واقع شده و این اثر در تاریخ ۶ اسفند ۱۳۸۵ با شمارهٔ ثبت ۱۷۴۵۳ به‌عنوان یکی از آثار ملی ایران به ثبت رسیده است.